# Lauro Sollero
Lauro Sollero (Ubá, 23 de janeiro de 1916 – 6 de setembro de 1982) foi um médico brasileiro.
Graduado em medicina pela Faculdade de Medicina do Rio de Janeiro em 1939. Foi eleito membro da Academia Nacional de Medicina em 1979, sucedendo Carlos Osborne da Costa na Cadeira 84, que tem Manuel Dias de Abreu como patrono.